# Fjeldpryd-slægten
Fjeldpryd-slægten (Diapensia) er en monotypisk slægt med kun én art, nemlig den nedennævnte. Beskrivelsen skal derfor søges i artiklen om arten.
| Arter |

- Arktisk Fjeldpryd (Diapensia lapponica)